# Zaręby Kościelne (przystanek kolejowy)
Zaręby Kościelne – przystanek kolejowy w Uścianku Wielkim, w gminie Zaręby Kościelne, w powiecie ostrowskim, w województwie mazowieckim, w Polsce, w odległości ok. 3 kilometrów od wsi Zaręby Kościelne. Składa się z 2 wysokich naprzemianległych peronów bocznych o długości 200 m skupionych wokół przejazdu kolejowo-drogowego w ciągu drogi powiatowej nr 2615W. Przy peronie 2 znajduje się budynek dawnego dworca kolejowego o architekturze zgodnej z zachowanymi do dziś XIX-wiecznymi budynkami kolejowymi z czasów Kolei Warszawsko-Petersburskiej, które można spotkać m.in. w pobliżu przystanków kolejowych Ząbki i Kobyłka Ossów.

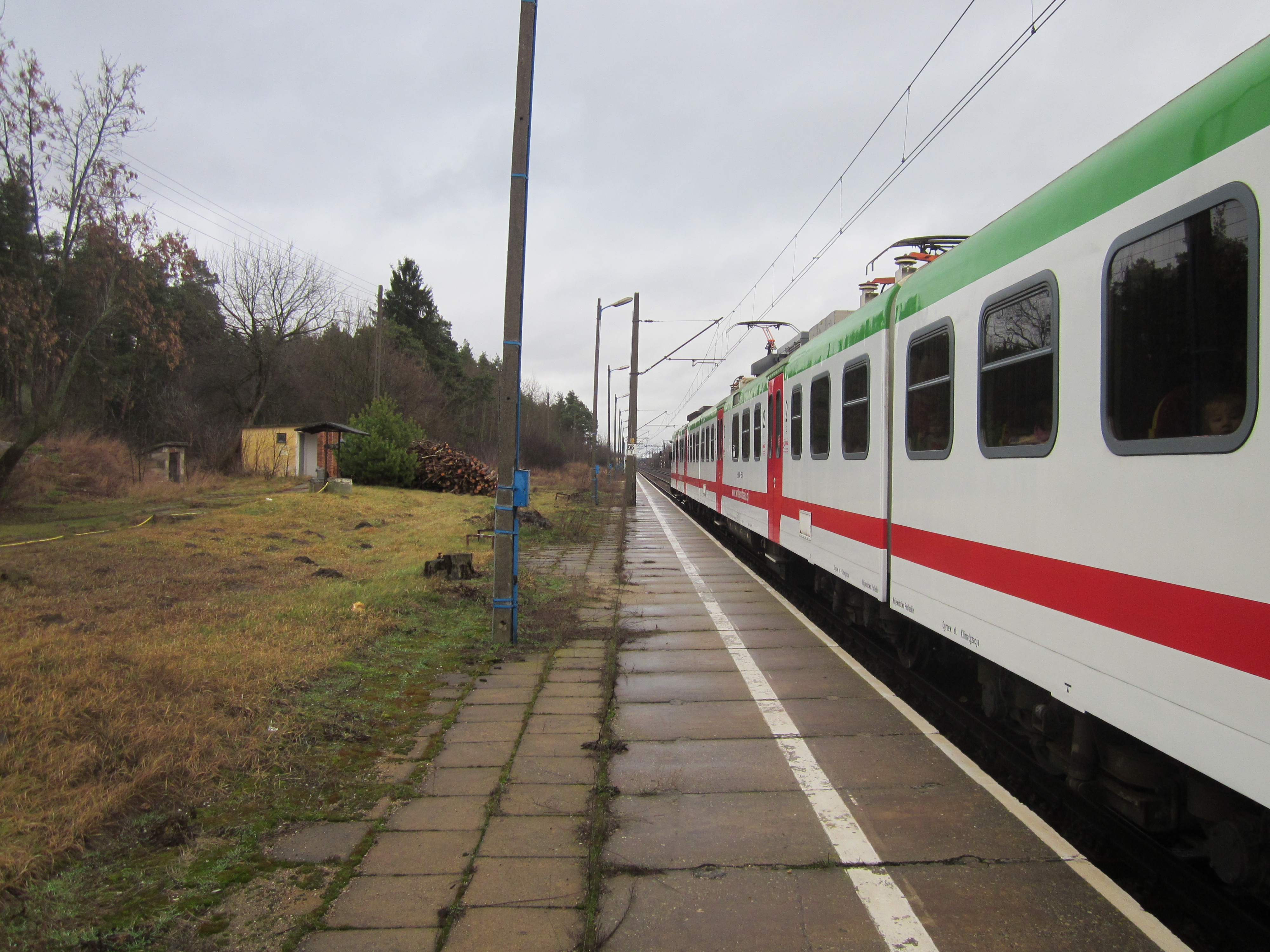
Widok na peron przed modernizacją (2014)

## Połączenia
13 grudnia 2020 r. Koleje Mazowieckie włączyły do siatki swych połączeń odcinek Małkinia – Szulborze Wielkie z postojami handlowymi w Zarębach Kościelnych i Kietlance. Każdego dnia uruchamianych jest 7 par pociągów osobowych relacji Szulborze Wielkie – Warszawa Wileńska – Szulborze Wielkie.
Do 2009 roku przystanek obsługiwał pociągi osobowe Przewozów Regionalnych (od 2020 r. Polregio) relacji Białystok – Małkinia – Białystok. Od 23 lutego 2009 przystanek pozostawał nieobsługiwany gdyż pociągi osobowe jadące z Białegostoku skrócono do leżącej na terenie województwa podlaskiego stacji Szepietowo. Był to efekt przerzucenia na samorządy obowiązku finansowania pociągów regionalnych oraz realizacji przewozów wprowadzonego 2 miesiące wcześniej, braku porozumienia między marszałkami województw mazowieckiego i podlaskiego w kwestii finansowania połączeń na styku województw, decyzji Podlaskiego Zakładu Przewozów Regionalnych o zaprzestaniu obsługi na terenie województwa mazowieckiego oraz braku zainteresowania ze strony samorządu województwa mazowieckiego obsługą Kolejami Mazowieckimi leżącego na terenie tegoż województwa odcinka Małkinia – Czyżew. Decyzja o skróceniu kursów spotkała się z protestami mieszkańców Zaręb Kościelnych.

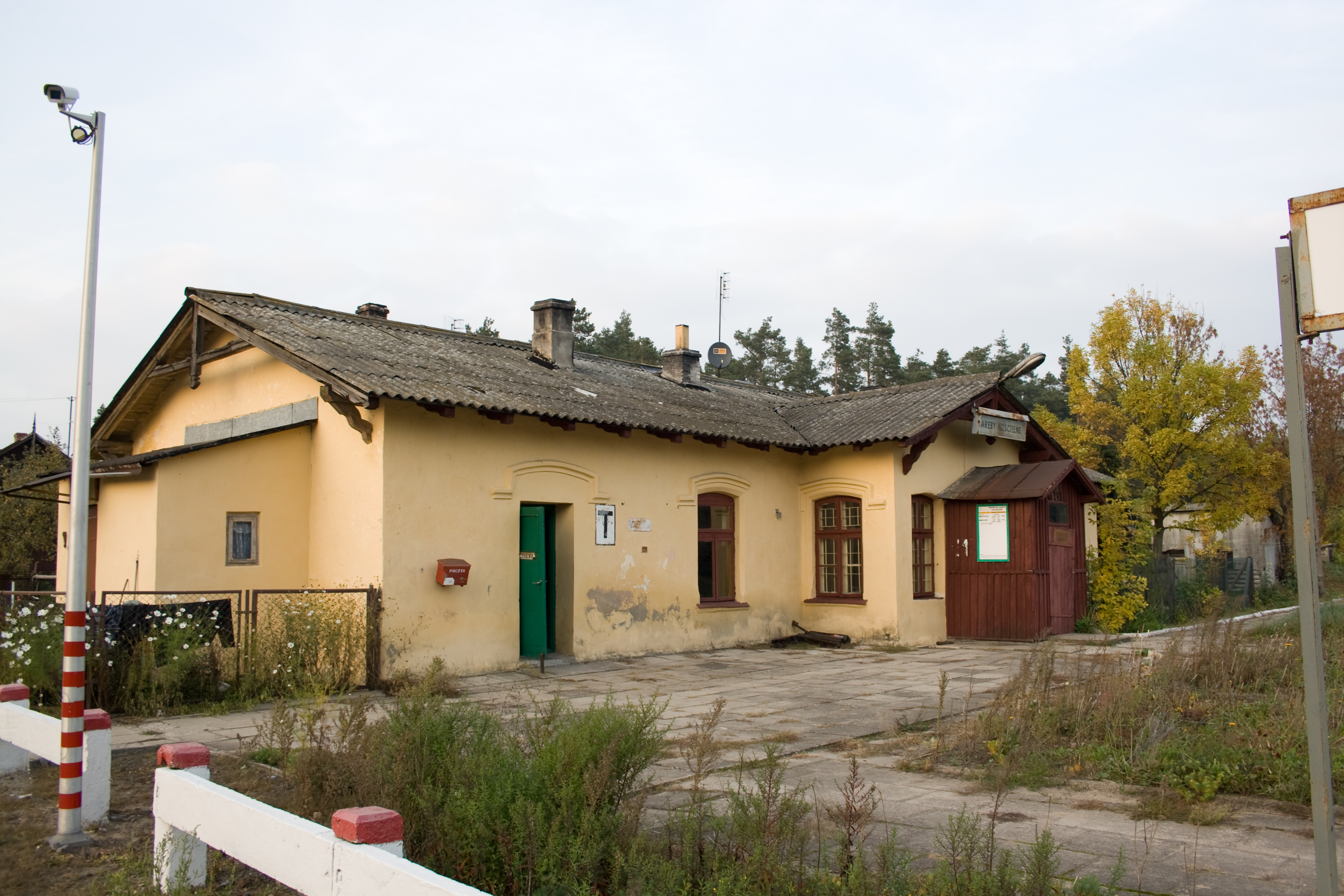
Dworzec kolejowy w 2008 roku

## Ruch pasażerski[10]
| Rok  | Wymiana pasażerska na dobę |
| ---- | -------------------------- |
| 2017 | 0-9                        |
| 2018 | 0                          |
| 2019 | 0                          |
| 2020 | 0-9                        |
| 2021 | 10-19                      |
| 2022 | 20-49                      |
| 2023 | 20-49                      |

## Modernizacja
W przeszłości posterunek ruchu pełnił rolę stacji kolejowej z dwiema nastawniami: dysponującą "ZK" od strony Warszawy oraz wykonawczą "ZK1" od strony Białegostoku. Pomiędzy nimi biegł tor główny dodatkowy przylegający do wyspowego peronu 1. Po zamknięciu nastawni od strony Białegostoku jedynymi czynnymi rozjazdami były te przy nastawni dysponującej, przez co stacja kolejowa została zdegradowana do roli posterunku odgałęźnego.
13 czerwca 2017 PKP Polskie Linie Kolejowe podpisały umowę na modernizację odcinka linii kolejowej nr 6 Sadowne – Czyżew prowadzonej w ramach projektu Rail Baltica. W sierpniu 2017 r. zamknięto tor nr 1 (w kierunku Białegostoku) i przystąpiono do rozbiórki wyspowego peronu 1 Ruch wówczas odbywał się jednotorowo po torze nr 2 (w kierunku Warszawy), a Zaręby Kościelne stały się posterunkiem odstępowym. W I kwartale 2019 r. zakończono modernizację toru 1 w związku z czym 10 marca 2019 przełożono nań cały ruch, po czym rozpoczęto rozbiórkę toru 2 oraz starego peronu 2. W połowie 2019 r. zburzono obydwie nastawnie. Drugi tor na modernizowanym odcinku oddano do użytku 30 grudnia 2019 roku. W wyniku prac modernizacyjnych posterunek ruchu w Regulaminie sieci 2018/2019 i następnych widnieje jako przystanek osobowy. Możliwość zmiany toru rekompensuje utworzony podczas modernizacji posterunek odgałęźny w pobliskiej Kietlance. Przejazd kolejowo-drogowy wyposażony został w samoczynną sygnalizację przejazdową.
Na zmodernizowanych peronach znajdują się:
- po dwie wiaty przystankowe z ławkami
- tablice z nazwą przystanku
- gabloty z rozkładem jazdy pociągów i innymi informacjami

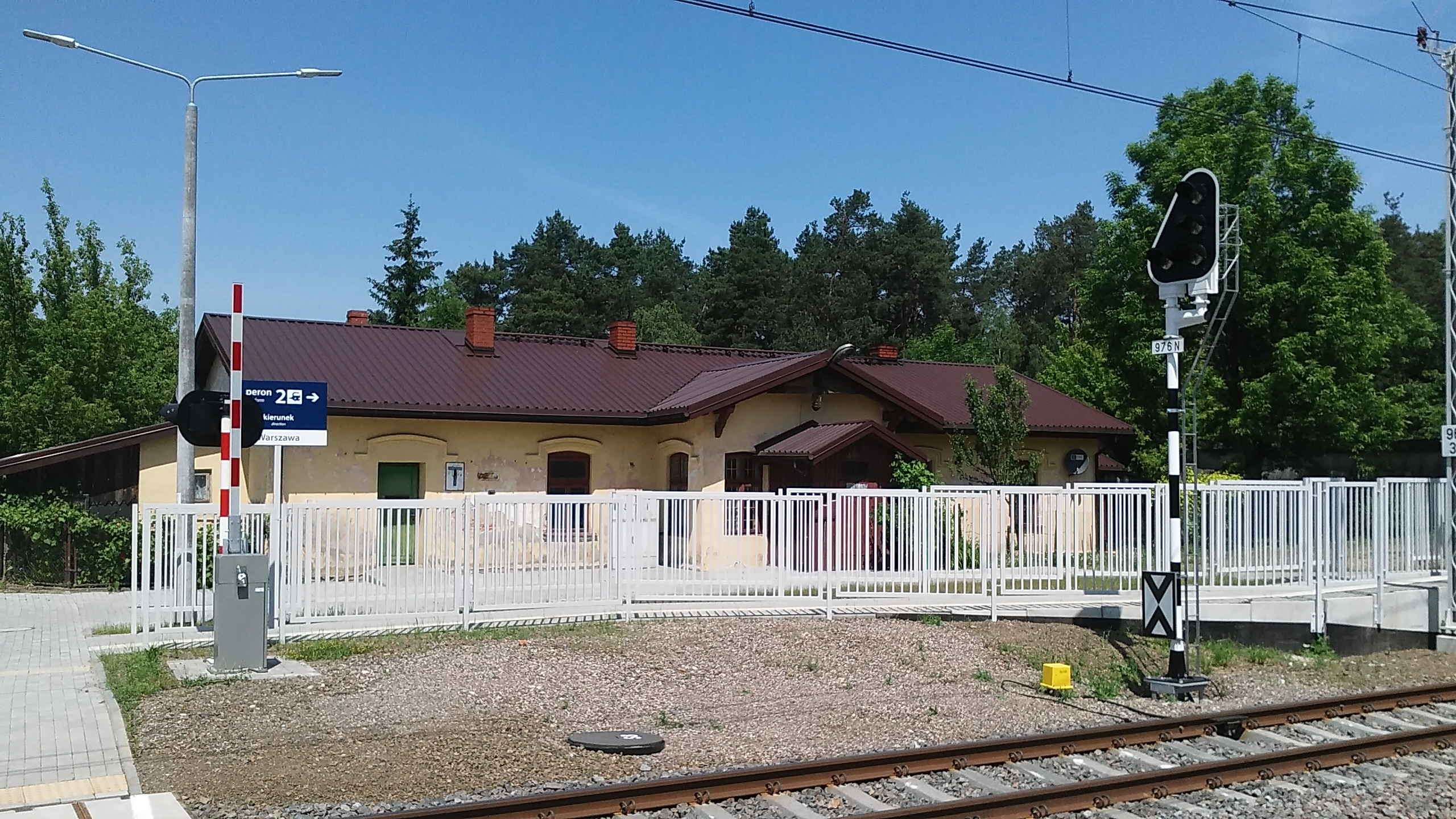
Dawny dworzec kolejowy w 2020 roku

- zegary
- megafony
- kosze na śmieci
- latarnie oświetleniowe.

## Historia
W związku z długotrwałym wyłączeniem z użytkowania punktów eksploatacyjnych między Małkinią a Czyżewem centrala PKP S.A. zaproponowała w 2013 r. fizyczną likwidację peronów Zaręb Kościelnych, Kietlanki i Szulborza-Kotów (od 2018 r. Szulborza Wielkiego). Samorząd województwa mazowieckiego negatywnie zaopiniował te plany i jednocześnie wyraził chęć realizacji przewozów na wyżej wymienionym odcinku. Analizy potoków podróżnych oraz analizy finansowe miały się odbyć po zakończonej modernizacji całego odcinka.
Pomimo niepewnego losu połączeń regionalnych nowe perony jednak powstały podczas modernizacji odcinka Sadowne – Czyżew. Apele o przeciwdziałanie wykluczeniu transportowemu i organizację przewozów na terenie województwa mazowieckiego wystosowywali samorządowcy oraz organizacje społeczne. Ze wstępnej analizy przeprowadzonej w 2019 roku przez Koleje Mazowieckie wynikało, iż podróżni w przyszłości będą mogli dziennie liczyć na 6 par pociągów regionalnych między Małkinią a Czyżewem. Ostatecznie w 2020 r. uruchomiono pociągi regionalne na trasie jedynie do Szulborza Wielkiego skróconej z uwagi na rozpoczętą w tymże roku przebudowę stacji Czyżew.

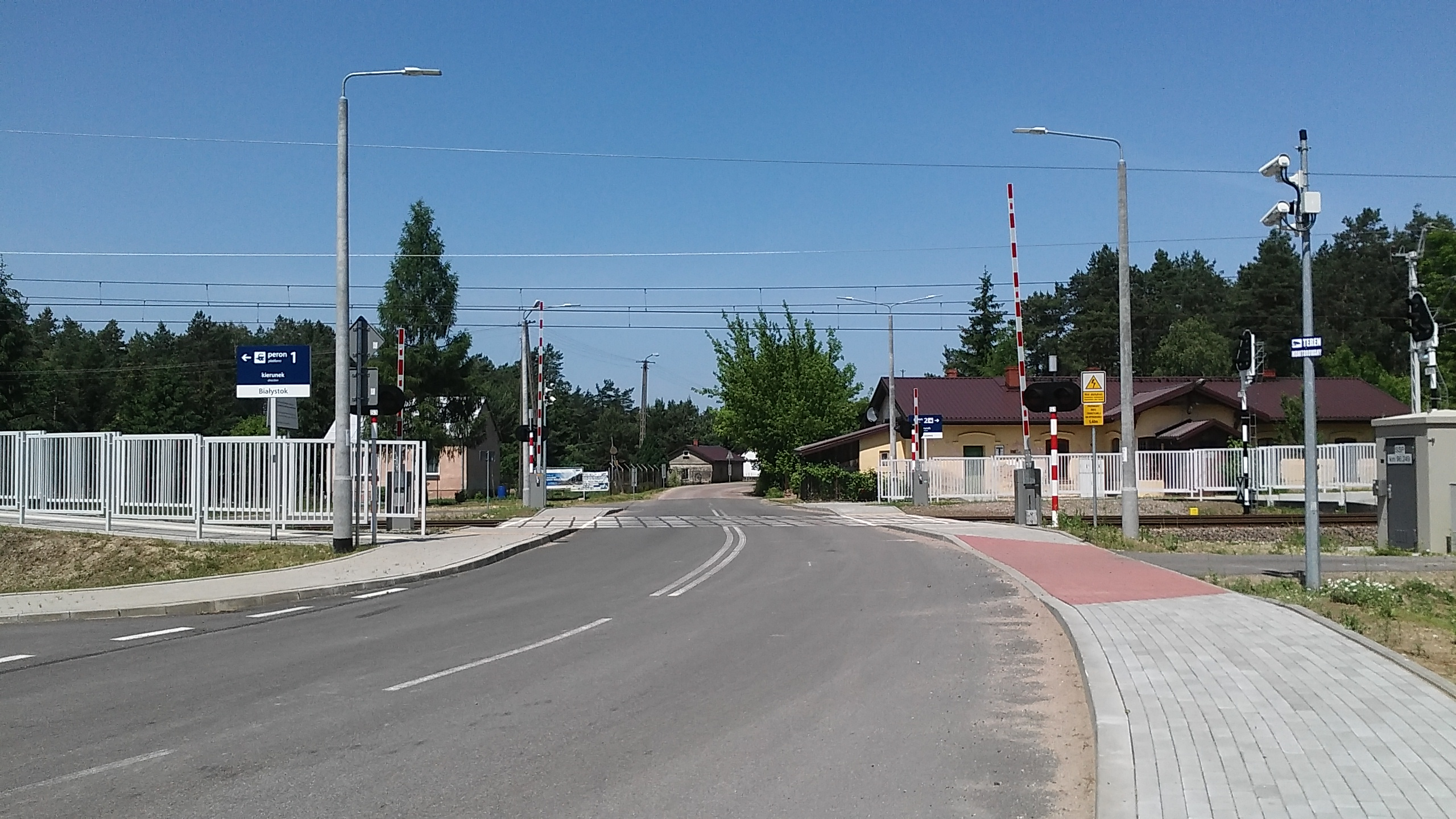
Przejazd kolejowo-drogowy, po prawej widoczne urządzenia samoczynnej sygnalizacji przejazdowej (2020)